# Alloniscus balssii
Alloniscus balssii là một loài chân đều trong họ Alloniscidae. Loài này được miêu tả khoa học năm 1928 bởi Verhoeff.